# Николаев, Алексей Александрович (министр)
Алексе́й Алекса́ндрович Никола́ев (8 апреля 1914, Москва — 14 июля 1987, Москва) — министр автомобильных дорог РСФСР (1969—1985), один из организаторов крупнейших реформ в дорожном хозяйстве, таких как перевод строительства и ремонта дорог на внебюджетное финансирование за счёт дорожных сборов, выделение дорожного хозяйства в отдельную народно-хозяйственную отрасль с созданием Министерства автомобильных дорог РСФСР. При нём была создана развитая сеть автомобильных дорог, укреплена дорожная отрасль.

## Биография
Родился 8 апреля 1914 года в городе Москве, в семье служащего, в Рогожско-Симоновском районе. В 1929 году после окончания 7-летки поступил во вновь организованный Московский автомобильно-дорожный техникум на дорожно-строительное отделение, окончив его в 1932 г. По путёвке ЦК комсомола работал на дорожном строительстве на Дальнем Востоке на Сахалине. Начав свою рабочую биографию с должности техника, стал впоследствии прорабом, начальником участка, главным инженером Сахалинского облдортранса.
- В 1935 году переведён в Москву, где в течение года работал техником, прорабом, начальником участка Таганского дорожного треста.
- С 1936 года по апрель 1941 года — студент дорожно-строительного факультета Московского автомобильно-дорожного института, который окончил с отличием.
- С апреля по июль 1941 года — прораб, старший прораб на строительстве автодороги Москва — Минск.
- С июля 1941 по 1942 год — главный инженер дорожно-строительного района на строительстве автодороги Москва — Куйбышев.
- 1942—1943 — начальник строительства моста через реку Цна (Пензенская область).
- 1943—1953 — главный инженер, начальник дорожно-строительного района управления № 4 Гушосдора.
- 1953—1954 — начальник производственного отдела Главдорстроя.
- 1954—1955 — заместитель директора СоюздорНИИ.
- 1956—1957 — начальник Главдорстроя.
- 1957—1961 — начальник Главдорупра.
- 1961—1969 — первый заместитель министра автомобильного транспорта и шоссейных дорог РСФСР.
- С 1969 по 1985 год — министр автомобильных дорог РСФСР.

Скончался в 1987 году.
За период его 25-летнего руководства дорожной отраслью были построены 22,5 тыс. постоянных мостов общей протяженностью 908 километров, более 200 тыс. километров автомобильных дорог, связавших Москву с подавляющим большинством областных центров, а также с 1682 районными центрами и 21 736 крупными сельскими населёнными пунктами.
Стихотворные строчки, написанные Алексеем Александровичем — завет всем новым поколениям дорожников:

Завиден мой удел —
Дороги строил я.
Другого не хотел…
Достройте их, друзья!

## Награды
- два ордена Ленина (1971, 1981),
- Орден Октябрьской Революции (1984),
- два ордена Трудового Красного Знамени (1966, 1974),
- два ордена «Знак Почёта» (1944, 1956),
- медаль «50 лет Монгольской Народной Республике»
- Почётная грамота Верховного Совета РСФСР.

## Память
8 апреля 2004 года на здании Росавтодора в Москве открыта мемориальная доска первому министру автомобильных дорог РСФСР А. А. Николаеву.
8 апреля 1988 года Совет Министров РСФСР распоряжением № 324 принял ходатайство Минавтодора РСФСР о присвоении имени А. А. Николаева Московскому автомобильно-дорожному техникуму. Это предложение было вынесено на рассмотрение коллектива техникума директором техникума, учеником и соратником А. А. Николаева — Виктором Лукичом Белашовым.
В 2010 году в серии «Жизнь замечательных людей» вышла книга Виктора Костылева, посвященная А. А. Николаеву.
В 2017 году Федеральное дорожное агентство учредило медаль имени министра транспорта А. А. Николаева, вручаемую за выдающиеся достижения в дорожно-строительной отрасли.